# Jedna noc
Jedna noc (v anglickém originále The Night Of) je americké kriminální drama ve formě osmidílného televizního seriálu, premiérově vysílané od července 2016 na stanici HBO s kladným přijetím recenzentů. Předlohou se stal britský seriál Criminal Justice z let 2008–2009, produkovaný BBC. Na scénáři se podíleli Richard Price a Steven Zaillian, jenž se ujal společně s Jamesem Marshem režijního vedení. Na on-line službě HBO on-demand byl pilotní díl zveřejněn již 24. června 2016.
Děj vypráví newyorský příběh vyšetřování brutální vraždy mladé dívky, z níž byl obviněn americký student pocházející z rodiny pákistánských přistěhovalců. Zaměřuje se na soudní proces, prostředí vazby a motivace možných podezřelých osob. Titulní postavu obhájce ztvárnil John Turturro, hlavního podezřelého si zahrál Riz Ahmed a do role okresní žalobkyně byla obsazena Jeannie Berlinová.

## Děj

### Vražda

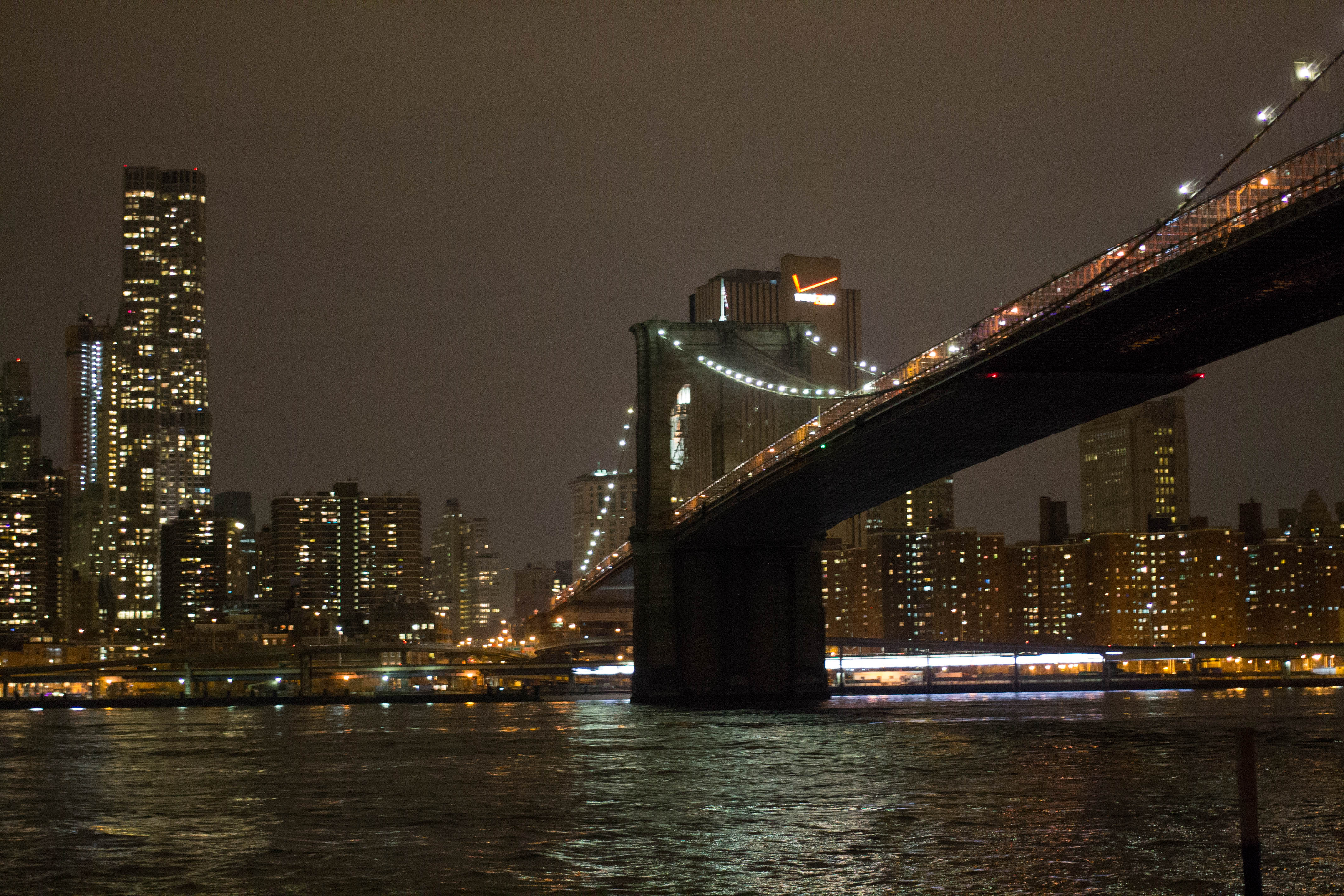
Andrea s Nasirem si udělali zastávku u Brooklynského mostu

Nasir „Naz“ Khan je americký vysokoškolský student pákistánského původu, žijící v newyorském Queensu v Jackson Heights. Aby nepropásl večírek na Manhattanu, vezme otci bez jeho vědomí taxík, s nímž se ztrácí v centru. Do odstaveného vozu u kraje vozovky nejdříve nasedají dva muži, kterým sdělí že není taxikář. Po chvíli přistupuje atraktivní 22letá Andrea. Po výměně názorů spolu zamíří na břeh s romantickým pohledem na Brooklynský most. Noc okořeněnou drogami a alkoholem zakončí vášnivým sexem v jejím domě. Po probuzení má v úmyslu se s dívkou rozloučit, ale nalézá jen ubodané tělo obklopené krvavou lázní. Později je počet bodných ran stanoven na dvacet dva.
V panice prchá z domu, ale musí se vrátit pro zapomenuté klíčky od vozu. Rozbití skleněné tabulky dveří mu způsobí řeznou ránu na předloktí, kterou později patolog označí za poranění vyvolané čepelí vražedného nože. O několik bloku dále jej zastaví policejní hlídka za odbočení do jednosměrky. Na policejní stanici je pak zatčen pro podezření z vraždy, když mu z kapsy bundy vyndají zkrvavený nůž. Vyšetřování vede detektiv Dennis Box, přezdívaný „něžná svině“, jenž se právě chystá do důchodu.

### Obhajoba a vazba
Na policejním oddělení se v příhodnou chvíli nachází nevýznamný advokát John Stone, řešící malé ryby dopravních přestupků, který cítí šanci na velký případ a nabízí se k obhajobě Naziho. Zkušená advokátka Alison Croweová však jeho rodičům slibuje převzetí kauzy pro bono, očekávající popularitu z pozornosti médií i její rychlé uzavření. S okresní státní návladní Helen Weissovou připraví dohodu o vině a trestu a obviněnému doporučuje přijetí, protože závažné důkazy by měly porotu přesvědčit. Přímý důkaz přesto chybí. Inkriminovaný noční úsek si však Nazi nevybavuje pro výpadek paměti. Přijetím návrhu by se vyhl riziku doživotního trestu a nabízené 15leté odnětí svobody, se tak zdá být přijatelné. Před soudcem dohodu nejprve přijímá, ale v následném odvyprávění příběhu popisuje ztrátu paměti a neoznačí se za vraha dívky.
Rozjíždí se tak soudní proces, o nějž nemá Croweová zájem a za poplatek od rodiny jej přenechává mladé kolegyni z kanceláře, Chandře Kapoorové. K případu se vrací Stone, sužovaný výsevy svědícího ekzému, jenž začíná s nezkušenou advokátkou spolupracovat. V mezidobí pátral na vlastní pěst.
Naz se prostřednictvím vazby seznamuje s drsným životem za mřížemi. Pod ochranu jej bere vlivný vězeň Freddy Knight, pro něhož je donucen od návštěv pašovat drogy v zažívacím traktu. Kapoorová se s Nazim citově sbližuje, doručuje mu požadovanou dávku drogy, a kamerový systém je zachytí při líbání. Uctivá, a na pohled mírná, Nazova osobnost skrývá i agresivní složku. Svými výbuchy hněvu dovedl dva spolužáky na základní škole do nemocnice; ve vazbě zkope vězně do bezvědomí. Kamarádům také prodával amfetamin Adderall, podle žalobkyně, se ziskem 3 900 %.

### Další podezřelí

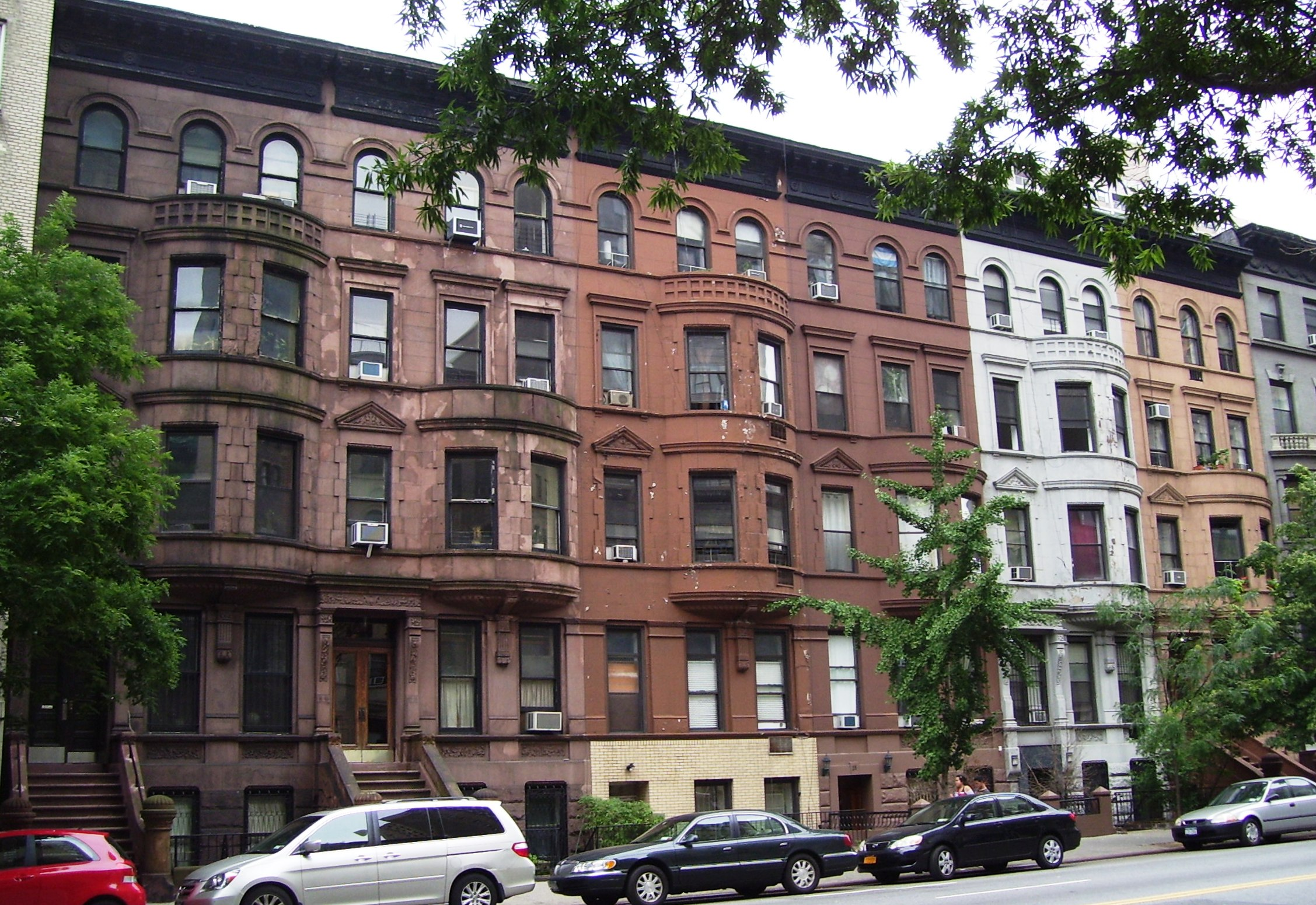
V jednom z domů na Upper West Side došlo k vraždě

Pátráním se daří vystopovat osoby, které mohly mít zájem či profit ze smrti Andrey. Dívka měla konfliktní vztah s nevlastním otcem Donem Taylorem, trenérem ve fitness centru, který se ženil s bohatými ženami staršího věku. Věkový rozdíl mezi ním, a již zesnulé, její matky Evelyn činil dvacet let. Jeho partnerky kontaktovaly policii pro domácí násilí. Andrea se měla vyjádřit, že mu část domu připadne „jen přes její mrtvolu“. Po vraždě se stal jedinou osobou s nárokem na dědictví domu Andrey v hodnotě 10 milionů dolarů.
Detektiv Box při studiu kamerových záznamů odhalil, že dívku před nasednutím do taxi sledoval muž, s nímž měla při východu z metra slovní konflikt. Ztotožněn byl s Rayem Hallem, finančním poradcem matky zavražděné Evelyn, který udržoval s Andreou partnerský poměr. Na záznamu se v danou noc ocitl u domu oběti, od něhož stále vlastnil klíče. Jedná se o gamblera s agresivními sklony, jemuž se nedostávalo financí. Z účtu Andrey byla krátce před vraždou vybrána částka 300 tisíc dolarů. Tyto informace přináší Box žalobkyni Weissové, která se rozhoduje pokračovat v řízení proti Khanovi, protože toho na něj má víc.
Z kamerového záznamu na pumpě Kapoorová vystopuje pohřebáka Daye, jenž se snažil s Andreou, čekající v taxi na čerpací stanici, navázat rozhovor. Po odjezdu dvojice vyjel za nimi, podle vlastních slov jinam; alibi však na zbytek noci nemá. Advokátce sděluje, že typ žen představovaný Andreou zná; jsou to predátorky, které si vyhlédnou muže jako hračku a po použití ji odhodí. Dalším podezřelým je jeden z dvojice mužů, kteří se s Andreou a Nazim střetli před vchodovými dveřmi. I on má násilnou kriminální minulost a druhý z dvojice jeho přítomnost u místa činu vyšetřovalům zatajil.

### Rozuzlení
Soudní proces spěje k finále a v závěrečné řeči Weissová zaváhá, vnitřně nahlodána novými důkazy od Boxe. Po dlouhém jednání se porota v otázce Khanovy viny nepřiklání ani na jednu stranu, s paritním výsledkem šest pro a šest proti. Jednou z variant je výběr nových porotců a zopakování procesu. Weissová se však vzdává práva na obnovu řízení, což znamená stažení Khanova obvinění, který se dostává na svobodu.
Žalobkyně se v baru schází s Boxem, jenž po odchodu od policie přijal místo v univerzitní ochrance. Má pro něho úkol, dotáhnout případ do konce usvědčením Raye Halla z dívčiny vraždy.

## Obsazení

### Hlavní role
| John Turturro            | John Stone, obhájce Nasira Khana                                    |
| Riz Ahmed                | Nasir „Naz“ Khan, vysokoškolák obviněný z vraždy na Upper West Side |
| Michael Kenneth Williams | Freddy Knight, vlivný vězeň v komplexu Rikers Island                |
| Bill Camp                | Dennis Box, hlavní detektiv v Nasirově případu                      |
| Jeannie Berlinová        | Helen Weissová, newyorská okresní návladní v Nasirově případu       |
| Peyman Moaadi            | Salim Khan, Nasirův otec                                            |
| Poorna Jagannathan       | Safar Khanová, Nasirova matka                                       |
| Glenne Headlyová         | Alison Croweová, právnička zastupující Nasira Khana                 |
| Amara Karanová           | Chandra Kapoorová, právnička, zaměstnankyně kanceláře Croweové      |
| Ashley Thomas            | Calvin Hart, vězeň v Rikers Island                                  |
| Paul Sparks              | Don Taylor, nevlastní otec Andrey                                   |
| Sofia Black-D'Elia       | Andrea Cornishová, oběť                                             |
| Afton Williamson         | Wigginsová, policejní důstojnice z 21. obvodu                       |
| Ben Shenkman             | Klein, strážník z 21. obvodu                                        |
| Chip Zien                | Katz, patolog                                                       |
| Paulo Costanzo           | Ray Halle, finanční poradce                                         |
| Ned Eisenberg            | Lawrence Felder, soudce                                             |
| Sticky Fingaz            | vězeň v Rikers Island                                               |
| Glenn Fleshler           | soudce Roth                                                         |
| Mohammad Bakri           | Tariq, taxikář, kolega Salima                                       |
| Nabil Elouahabi          | Yusuf, taxikář, kolega Salima                                       |

### Vedlejší role
| Frank L. Ridley  | Jerry                               |
| Jeff Wincott     | Lucas                               |
| Lord Jamar       | Tino                                |
| Ariya Ghahramani | Amir Farik                          |
| Syam Lafi        | Hasan Khan                          |
| Max Casella      | Edgar                               |
| J. D. Williams   | Trevor Williams                     |
| Frank Wood       | Harry, lékař, soukromý vyšetřovatel |
| Skipp Sudduth    | Bell                                |
| Kevin Dunn       | Danny Lang                          |

## Řady a díly
| Řada | Díly | Premiéra v USA    | Premiéra v USA |
| Řada | Díly | První díl         | Poslední díl   |
| ---- | ---- | ----------------- | -------------- |
| 1    | 8    | 10. července 2016 | 28. srpna 2016 |

## Produkce
Dne 19. září 2012 bylo oznámeno, že společnost HBO zadala objednávku na pilotní díl minisérie inspirované britským televizním seriálem Criminal Justice. Hlavními osobami nového projektu se stali herec James Gandolfini, Richard Price, jenž měl napsat scénář a Steven Zaillian jako zvažovaný režisér. HBO však od projektu 12. února 2013 odstoupila. Další změnu plánu oznámila HBO 13. května 2013, když se rozhodla pro realizaci adaptace Criminal Justice ve formátu sedmidílné série.
Poté, co Gandolfini zemřel 19. června téhož roku na infarkt myokardu, bylo sděleno, že by projekt měl dále pokračovat na jeho počest. Titulní postavu obhájce po něm převzal Robert De Niro. Pro jeho odřeknutí v důsledku pracovního vytížení připadla role 21. dubna 2014 herci Johnu Turturrovi. Zpráva z 11. března 2016 uvedla, že premiéra pilotního dílu byla naplánována na polovinu téhož roku a seriál ponese název The Night Of. I přes úmrtí Gandolfiniho zůstal herec uveden v titulcích jako výkonný producent.

## Recenze
Martin Svoboda v recenzi na Aktuálně.cz uvedl, že po technické stránce soudní thriller nedoprovází žádný záchvěv chyby a představuje „skvělou syntézu talentu a know-how“. Kvalitně zpracovaný je vhled do úkonů vyšetřovací mašinérie, možným nedostatkem pak omezená „žánrovost“ postav, které očekávanou schematičností naplňují předem stanovená klišé. Ztrácí se také hranice povědomí délky příběhu, bez zakotvení do dnů, týdnů či měsíců. Přes vnitřní nesourodost vyznívá celek sebejistě a plnohodnotný zážitek podtrhuje výkon Johna Turturra.